# Grow (Wisconsin)
Grow es un pueblo ubicado en el condado de Rusk, en el estado estadounidense de Wisconsin. Según el censo de 2020, tiene una población de 443 habitantes.

## Geografía
Grow se encuentra ubicado en las coordenadas 45°25′23″N 90°59′12″O / 45.42306, -90.98667. Según la Oficina del Censo de los Estados Unidos, Grow tiene una superficie total de 91.63 km², correspondientes en su totalidad a tierra firme.

## Demografía
Según el censo de 2010, había 427 personas residiendo en Grow. La densidad de población era de 4,66 hab./km². De los 427 habitantes, Grow estaba compuesto por el 96.96% blancos, el 0.47% eran afroamericanos, el 0.23% eran amerindios, el 0.7% eran asiáticos, el 0% eran isleños del Pacífico, el 0% eran de otras razas y el 1.64% pertenecían a dos o más razas. Del total de la población el 0.23% eran hispanos o latinos de cualquier raza.